# Ivan Bebek
Ivan Bebek (ur. 30 maja 1977) – chorwacki sędzia piłkarski. Od 2002 roku jest sędzią międzynarodowym.

## Kariera sędziowska
Bebek został sędzią w najwyższej klasie rozgrywkowej w Chorwacji w 2000 roku, mając zaledwie 23 lata. Jego ojciec był wówczas przewodniczącym komisji sędziowskiej w chorwackiej federacji piłkarskiej. W 2002 roku został mianowany na sędziego międzynarodowego. Pierwszym seniorskim spotkaniem w Europie był dla niego mecz rundy kwalifikacyjnej do Pucharu UEFA 2003/2004 pomiędzy Derry City, a APOEL FC. W 2005 roku poprowadził mecz I rundy Pucharu UEFA pomiędzy Vitória SC, a Wisłą Kraków.
Rok później pojechał na pierwszą mistrzowską imprezę Mistrzostwa Europy U-19 w Piłce Nożnej 2006. Na turnieju w Polsce poprowadził dwa mecze fazy grupowej. W 2007 roku po raz pierwszy był rozjemcą meczu na poziomie fazy pucharowej w spotkaniu 1/16 Pucharu UEFA pomiędzy SL Benfica i FC Dinamo Bukareszt. W sierpniu tego samego roku pojechał na Mistrzostwa Świata U-17, gdzie poprowadził trzy mecze grupowe i jeden w 1/8 finału. Trzy miesiące później poprowadził po raz pierwszy mecz w ramach fazy grupowej Ligi Mistrzów pomiędzy S.S. Lazio oraz Werder Brema.
W 2008 roku został nominowany jako arbiter techniczny na finały Mistrzostw Europy w Austrii i Szwajcarii. W październiku 2008 roku został nominowany jako 1 z czternastu sędziów z Europy na finały Mistrzostw Świata, ostatecznie na turniej jednak nie pojechał. później został wyznaczony do prowadzenia spotkań w ramach Mistrzostw Świata U-20. Na turnieju tym poprowadził między innymi ćwierćfinałowe spotkanie pomiędzy ZEA, a Kostaryką.
W 2013 roku poprowadził ćwierćfinałowy mecz Ligi Europy w którym zmierzyły się drużyny Newcastle United F.C. i SL Benfica. Jak do tej pory jest to spotkanie najwyższej rundy prowadzone przez niego w ramach europejskich rozgrywek klubowych. W maju tego samego roku pojechał na Mistrzostwa Europy U-21, gdzie zakończył jednak udział na fazie grupowej. W 2015 roku pojechał jeszcze raz na Mistrzostwa Świata U-20, jednak tu również prowadził zaledwie dwa mecze.
Po zakończeniu sezonu 2015/2016 został zdegradowany z grupy sędziów Elite UEFA do UEFA Category 1. Od tego czasu prowadzi głównie spotkania w ramach Ligi Europy UEFA.
7 października 2021 roku Komisja Dyscyplinarna chorwackiego związku podjęła decyzję o zawieszeniu arbitra na okres czterech miesięcy. Decyzja ta spowodowana była nagraniami rozmów sędziego, które wyciekły do sfery publicznej, w której obraża on kibiców Hajduka Split, a także chorwackiego dziennikarza Blaža Duplančiča.